# 阿倫·麥文拿斯
阿倫·麥文拿斯（英語：Alan McManus；1971年1月21日—），蘇格蘭職業士碌架球手。他在1990-2000年代曾長駐世界前16。麥文拿斯曾兩奪排名賽冠軍，包括1994年杜拜經典賽和1996年泰國公開賽，亦曾在1992和93年兩次殺入世錦賽四強。1994年以9:8擊敗如日中天的亨特利而贏得大師賽，終結對方的五連霸兼23場不敗紀錄。